# 達魯噶
達魯噶（羅馬化：daruğa，从蒙古语daru-而来，意思是“去盖印”），是蒙古帝國中分區的稱呼，這些達魯噶由達魯花赤管理。
在15-16世纪喀山汗國和西伯利亞汗國，達魯噶解作省，這词汇也被吸收入俄語中。
在1762年，巴什基爾人控制了喀山達魯噶，諾蓋達魯噶、奧辛達魯噶和西伯利亞達魯噶。
在蒙兀兒帝國和伊朗萨菲王朝，達魯噶是分區警察主任頭銜。